# Philip Zimbardo
Pour les articles homonymes, voir Zimbardo.
Philip George Zimbardo, né le 23 mars 1933 à New York et mort le 14 octobre 2024 à San Francisco, est un psychologue américain connu pour avoir mené l'expérience dite de Stanford, laquelle a donné lieu à des théories controversées sur le rôle de la position sociale dans la psychologie des individus.

## Biographie
Philip Zimbardo est né à New York le 23 mars 1933 dans une famille d'immigrants italiens venus de Sicile. Il étudie la psychologie, la sociologie et l'anthropologie au Brooklyn College, où il obtient son premier diplôme universitaire en 1954. En 1959, il obtient un doctorat en psychologie à l'Université Yale où il enseigne jusqu'en 1960. Jusqu'en 1967, il est professeur de psychologie à l'Université de New York. De 1967 à 1968, il enseigne à l'Université Columbia  pour rejoindre la faculté de l'Université Stanford en 1968 jusqu'à son  départ à la retraite en 2003.

### Expérience de Stanford
Philip Zimbardo initie et dirige l'expérience de Stanford dans laquelle une vingtaine d'étudiants volontaires se voyaient assigner de manière aléatoire le rôle de gardien ou de détenu dans une fausse prison dans le sous-sol du département de psychologie. La mise en situation visait à analyser l'influence du comportement de l'individu et son rapport à l'obéissance et à l'autorité. Il décrit l'intention de son expérimentation : « Nous voulions savoir ce que le fait de devenir prisonnier ou gardien de prison produisait au juste comme effets sur le comportement et sur le psychisme ».
D'après les conclusions de cette expérimentation, les mêmes forces peuvent, selon les circonstances, alterner les rôles (une même personne peut être soit un tortionnaire, soit une victime). Philip Zimbardo s'appuie notamment sur cette expérimentation pour prouver la nocivité de la prison et la nécessité de réformer les prisons en déclarant que  «les prisons sont des institutions totalitaires».
Cette « expérience sur les prisons » suscite la polémique depuis sa réalisation en 1971. Néanmoins, elle reste régulièrement citée et enseignée comme étant une référence dans le domaine de la recherche en psychologie sociale.

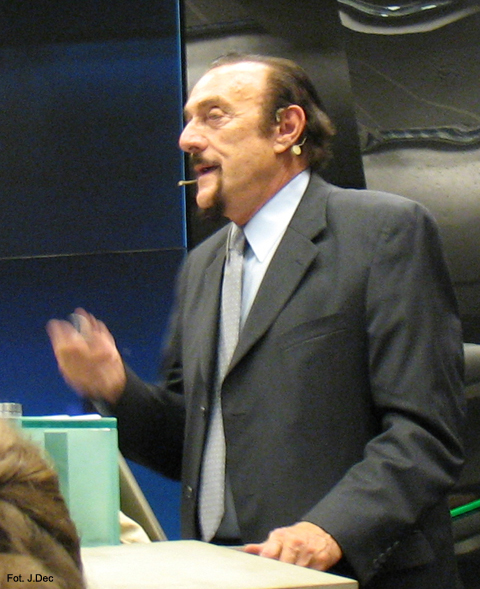
Philip Zimbardo en 2009.

L’expérience de Stanford a également marqué la culture populaire et a alimenté le débat public aux États-Unis, notamment sur la violence du milieu carcéral. Elle est à nouveau citée en référence en 2004, après la révélation des sévices infligés par les soldats américains aux prisonniers arabes de la prison d’Abou Ghraib, en Irak.
Dans son ouvrage Histoire d'un mensonge: Enquête sur l'expérience de Stanford dédié au sujet, le chercheur en sciences sociales français Thibault Le Texier affirme que cette expérience manque totalement de rigueur scientifique pour être considérée comme sérieuse. À l'ouverture des archives conservées à Stanford rendues publiques en 2011, il dénonce dans son ouvrage un manque de rigueur du protocole d'expérimentation ainsi qu'une manipulation et une interprétation biaisée des résultats,,,.

### Activités parallèles
Philip Zimbardo fonde à Menlo Park en Californie la Shyness clinic qui traite la timidité des enfants et des adultes.
En 2002, il est président de la Société américaine de psychologie. En 2012, l’Association américaine de psychologie lui décerne une médaille d'or pour l'ensemble de sa carrière scientifique.

## Publications

### En français
- Richard J. Gerrig, Philip G. Zimbardo, Psychologie, trad. française dirigée par Serge Nicolas, 18e éd., Paris, Pearson, 2008  (ISBN 978-2744075742).
- Thibault Le Texier, Histoire d'un mensonge: Enquête sur l'expérience de Stanford, La Découverte, 2018.  (ISBN 978-2355221200)

### En anglais
- Influencing attitude and changing behavior : a basic introduction to relevant methodology, theory, and applications (coll. « Topics in social psychology »), Addison-Wesley, 1969.
- The cognitive control of motivation, Glenview, Scott, Foresman, 1969.
- Stanford prison experiment : a simulation study of the psychology of imprisonment, Philip G. Zimbardo, Inc., 1972.
- The psychology of imprisonment : privation, power and pathology, Stanford University, 1972.
- Influencing attitudes and changing behavior, Reading, Addison-Wesley, 1969  (ISBN 0-07-554809-7).
- Canvassing for peace :  a manual for volunteers, Ann Arbor, MI :  Society for the Psychological Study of Social Issues, 1970, ISBN.
- Influencing attitudes and changing behavior, 2e éd., Reading, MA : Addison Wesley, 1977, ISBN.
- How to overcome shyness, Family Circle magazine, 31 mai 1977, p. 14 (avec questionnaire).
- Cults go to high school : a theoretical and empirical analysis of the initial stage in the recruitment process, American Family Foundation, 1985.
- Shyness : what it is, what to do about it, reading, Addison Wesley, 1990  (ISBN 0-201-55018-0).
- The psychology of attitude change and social influence, New York : McGraw-Hill, 1991,  (ISBN 0-87722-852-3).
- Psychology, 3e éd., Reading, MA :  Addison Wesley Publishing Co., 1999  (ISBN 0-321-03432-5).
- The shy child : overcoming and preventing shyness from infancy to adulthood, Malor Books, 1999,  (ISBN 1-883536-21-9).
- Violence workers : police torturers and murderers reconstruct Brazilian atrocities, Berkeley, CA : University of California Press, 2002,  (ISBN 0-520-23447-2).
- Psychology : core concepts, 5e éd., Allyn & Bacon Publishing, 2005,  (ISBN 0-205-47445-4).
- Psychology and life, 17e éd., Allyn & Bacon Publishing, 2005  (ISBN 0-205-41799-X).
- The Lucifer effect : understanding how good people turn evil, Random House, New York, 2007,  (ISBN 1-4000-6411-2).
- The time paradox : the new psychology of time that will change your life, Simon & Schuster, New York, 2008,  (ISBN 1-4165-4198-5).
- The journey from the Bronx to Stanford to Abu Ghraib, p. 85–104 in "Journeys in social psychology : looking back to inspire the future", édité par Robert Levine, et al., CRC Press, 2008.  (ISBN 0-8058-6134-3).
- Zimbardo, Philip G. "A simulation study of the psychology of imprisonment conducted at Stanford University", The Stanford Prison Experiment. 2009. Web. 1 Dec 2009.
- Psychology, AP* Edition, Phil Zimbardo, Robert Johnson, Ann Weber, Craig Gruber, Allyn & Bacon, Boston, 2010.
- The time cure : overcoming PTSD with the new psychology of time perspective therapy, Jossey-Bass, San Francisco 2012.

## Filmographie
- Le film L'Expérience (2010) illustre les propos de Zimbardo.
- Le film The Stanford Prison Experiment (2015) s'inspire directement des publications de Zimbardo (The Lucifer Effect).